# 唐纳德·斯佩罗
唐纳德·斯佩罗（英語：Donald Spero，1939年8月9日—），美国男子赛艇的运动员。他曾代表美国参加世界赛艇锦标赛，获得一枚金牌。他也曾参加1964年夏季奥林匹克运动会。